# 杭州市钱塘医院

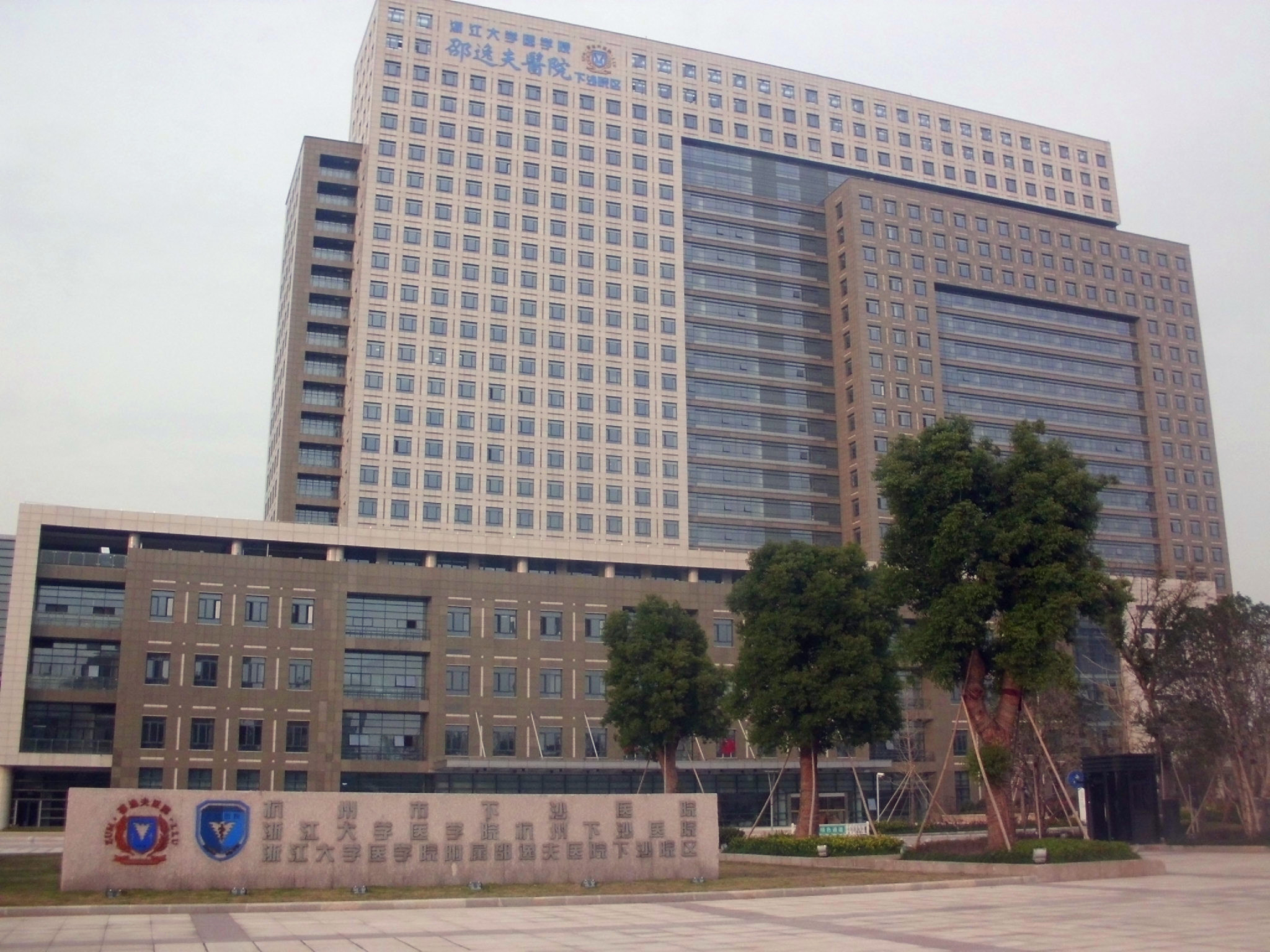
下沙医院（原名）

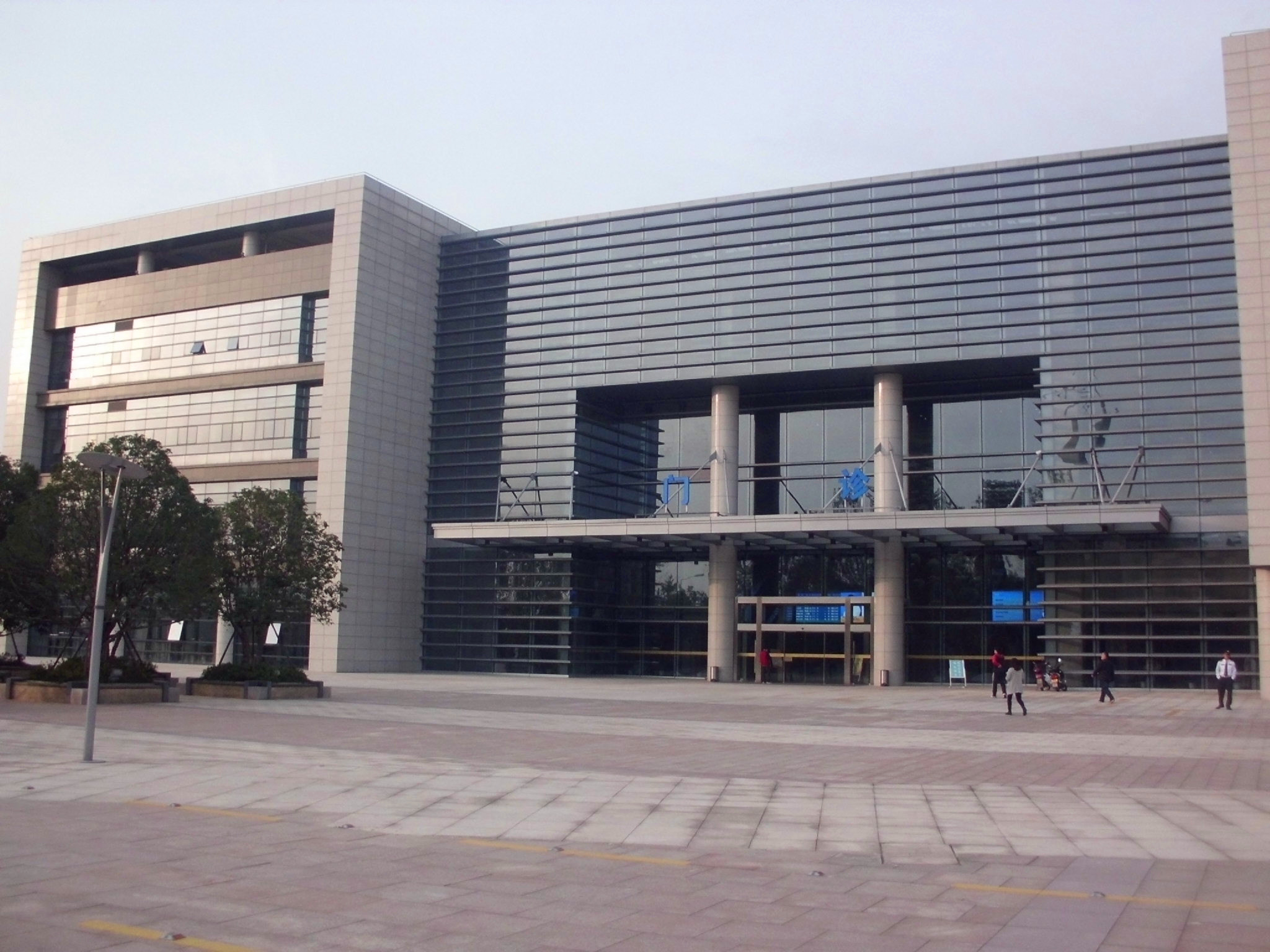
门诊楼

杭州市钱塘医院（原名杭州市下沙医院），即浙江大学医学院附属邵逸夫医院钱塘院区，是位于杭州市钱塘区的一家三级甲等医院，位于下沙街道文教路130号。位置在下沙路以北，七格北路以东，幸福河以西。临近杭州地铁1号线金沙湖站。

## 简介
医院投资9.8亿元，占地13.1公顷，总建筑面积17.23万平米，设1200张床位，由杭州市政府、浙江大学医学院附属邵逸夫医院和杭州经济技术开发区管委会合作建设。2008年3月28日开工。2013年8月28日正式开业，开设有普外科、神经外科、骨科、泌尿外科、呼吸内科、急诊科、发热门诊、胸痛门诊等科室。在2019冠状病毒病疫情期间，为市民提供24小时核酸检测服务。下沙院区与庆春院区一样，除眼科和牙科外，不接受未满14周岁患者就诊。
邵逸夫医院下沙院区是财政适当补助的非营利性医院，与庆春院区一体化管理，两院区之间有公交车298路互通。
2022年11月，杭州下沙医院更名为杭州钱塘医院。